# Косектон (Нью-Йорк)
Косектон (англ. Cochecton) — місто (англ. town) в США, в окрузі Салліван штату Нью-Йорк. Населення — 1448 осіб (2020).

## Демографія
Згідно з переписом 2010 року, у місті мешкали 1372 особи в 604 домогосподарствах у складі 385 родин. Було 1114 помешкання
Расовий склад населення:
| - 95,1 % — білих - 2,4 % — чорних або афроамериканців - 0,7 % — азіатів - 0,1 % — корінних американців |

До двох чи більше рас належало 0,9 %. Частка іспаномовних становила 4,2 % від усіх жителів.
За віковим діапазоном населення розподілялося таким чином: 16,7 % — особи молодші 18 років, 62,7 % — особи у віці 18—64 років, 20,6 % — особи у віці 65 років та старші. Медіана віку мешканця становила 47,9 року. На 100 осіб жіночої статі у місті припадало 100,6 чоловіків;  на 100 жінок у віці від 18 років та старших — 100,2 чоловіків також старших 18 років.
Середній дохід на одне домашнє господарство  становив 79 735 доларів США (медіана — 60 909), а середній дохід на одну сім'ю — 93 575 доларів (медіана — 77 500). Медіана доходів становила 52 250 доларів для чоловіків та 41 250 доларів для жінок. За межею бідності перебувало 12,6 % осіб, у тому числі 22,7 % дітей у віці до 18 років та 5,1 % осіб у віці 65 років та старших.
Цивільне працевлаштоване населення становило 695 осіб. Основні галузі зайнятості: освіта, охорона здоров'я та соціальна допомога — 24,5 %, будівництво — 13,2 %, роздрібна торгівля — 9,4 %, мистецтво, розваги та відпочинок — 8,3 %.